# Frödinge
Frödinge is een plaats in de gemeente Vimmerby in het landschap Småland en de provincie Kalmar län in Zweden. De plaats heeft 364 inwoners (2005) en een oppervlakte van 84 hectare.

## Verkeer en vervoer
Bij de plaats loopt de Riksväg 40.